# タクマ・サカザキ
タクマ・サカザキ（Takuma Sakazaki、坂崎 拓馬）は、SNKの対戦型格闘ゲーム『龍虎の拳』シリーズや『ザ・キング・オブ・ファイターズ』シリーズなどに登場する架空の人物。
ここでは、彼のもう一つの顔であるMr.KARATEについても説明する。

## キャラクター設定
『龍虎の拳』の主人公であるリョウ・サカザキ、そしてユリ・サカザキの父であり、極限流空手の創始者。極限流空手伝承のためにアメリカへ渡り、数々の異種格闘技戦に勝利し最強の格闘家となる。タクマは極限流と呼ばれる従来の空手に"気"の攻撃を加えた武道の師範。
息子のリョウに負けるまでは不敗だったが、それ以外はライバルであるリー・ガクスウ（リー・パイロンの師）と勝負が着かずに引き分けで終わっている（このとき左胸に傷を負った）。その強さからガクスウが「最強の虎」と呼ばれたのに対し、タクマもまた「無敵の龍」と呼ばれた。この呼び名は息子であるリョウ・サカザキに継承されることになり、また後に30代となったリョウは、「2代目Mr.KARATE」としても名を馳せている。
弟子であるロバート・ガルシアの父であるアルバート・ガルシアとは親友。

### 龍虎シリーズ
初代『龍虎の拳』の時より10年前、リョウが10歳の誕生日に、タクマは妻のロネットと共に不審な交通事故に巻き込まれて、ロネットがこの事故で死亡する。この後、激突したトラックがどこかへ逃げ去ったことから、タクマはこの事故が自分に恨みを持つ何者かの仕業だと考え、真犯人を探し出すためにリョウとユリを置いて失踪する。後にタクマは初代『龍虎の拳』のエンディングと『龍虎の拳2』のオープニングにおいてリョウとユリと再会することになる。スーパーファミコン版の初代『龍虎の拳』で追加されたエンディングでは、事故後サウスタウンに乗り込み調査を行ったもののロネット殺害の手がかりが掴めず、自暴自棄になって酒やギャンブルに溺れ、その借金の肩代わりとしてギース・ハワードにジェフ・ボガード殺害の手駒として利用されそうになったという設定になっている。
初代『龍虎の拳』にて、天狗の面をつけた不敗の格闘家である最終ボス「Mr.カラテ」として登場する。ギース・ハワードとタクマの接触を危険視したMr.ビッグは極限流の使い手であるタクマを操ろうとして、娘ユリが誘拐されたため、やむなく彼に従っていた。その結果、息子のリョウ、または弟子のロバートと死闘を繰り広げることになる。
『龍虎の拳2』では天狗の面を取り、タクマ・サカザキとして登場。極限流のさらなる発展のため、サウスタウンの街外れに道場を構える。今作では道着の上を脱ぎ、上半身は裸のまま戦う。前作でのリョウとロバートとの戦いの結果、胸の古傷が開いたらしく「ビルトアッパー」（虎咆）が使えなくなっている。エンディングではこれまでの無理がたたり、リョウとユリに後を頼み、引退を宣言した。

### KOFシリーズ
『ザ・キング・オブ・ファイターズ』（以下『KOF』）シリーズには『KOF'94』（以下『'94』と表記）から登場。『龍虎の拳2』とは違い、道着の上を着ているが、これは同シリーズのオリジナルキャラクターである大門五郎が同じように上半身裸の道着姿であり、恰好が似ることを避けたため。
『龍虎の拳』シリーズでは比較的シリアスだったのに対し、『KOF』シリーズではコメディ的な描写がなされている。しかし、コメディだけではなく、人外じみた力を持つ超人としての側面も持っており、本気を出せば大抵のキャラクターが気押される人物でもある。
『'94』ではメキシコチーム、『KOF'95』（以下『'95』と表記）以降は龍虎の拳チームとして参加。『'95』では一度引退宣言をするも、「裏館長になって裏から取り仕切る」という意味合いのため、本当に格闘界から引退するという意味ではなかった。その後『KOF'98』（以下『'98』と表記）で復活し、『KOF'99』から始まったネスツ編では『KOF2002』に至るまで一度も欠場していない。また、『KOF2000』（以下『2000』と表記）の龍虎チームエンディングでは逃げ遅れたキングを救うため、ゼロ・キャノン（衛星砲）の高出力ビームを「覇王至高拳」で撃ち抜いて弾き飛ばしている。なお、『KOF2003』の龍虎チームエンディングで、謎の人物に闇討ちを受けて入院しているが、『KOF XI』ではチームストーリーの時点でほとんど回復している模様（ただし、人間ドックも兼ねて、リョウによって再入院させられている）。『KOF XIV』ではプレイヤーキャラクターとしては登場しないが、「極限焼肉」という焼肉店を経営していて、ロバートによると前は蕎麦屋を開いていた。
『2000』でチームに入れたキングの才能に惚れ込み、以後は息子のリョウに充てがわせて格闘技のサラブレッドを生ませ、極限流の跡継ぎ（3代目）にしようと企んでいる。ユリやロバートも巻き込んでの芝居の意図をキングも即看破していたが、それとは関係なしに実際にリョウとキングの仲は近くなっている。ただし、『KOF XI』のエンディングでの芝居は完全にやり過ぎだったため、リョウとキングの怒りと不興を大いに買う結果となった。
草薙京の父・草薙柴舟とは『'94』以前からの知り合いで、お互いを「タクマ殿」「柴舟殿」と呼び合うほどの良き友人でもある。ハイデルンとは町の居酒屋「ひょうたん」で偶然出会ったことがきっかけで意気投合し、『'98』で柴舟とともに親父チームを結成することになる。また、『'94』の餓狼伝説チーム（テリー・ボガード、アンディ・ボガード、ジョー・ヒガシ）に対する勝利メッセージではジェフ・ボガードと面識があったことが判明する。

## Mr.KARATE
天狗の面を被っているのが最大の特徴である、タクマのもう一つの姿。初代『龍虎の拳』にて、Mr.ビッグにユリを人質に取られたタクマが、自らの正体を隠すためにつけたのが始まりである。『龍虎の拳』シリーズでは比較的シリアスであったのに対し、『KOF』シリーズでは正体がとっくにばれていることもあって、すっかりギャグテイストになっている。
操作キャラクターとして登場しない『KOF'96』、『KOF'97』の龍虎チームエンディングでは、天狗の面を被って「Mr.カラテ」を名乗り登場。『龍虎の拳』での死闘の末に正体もバレているはずだが、タクマ本人は本気で気付かれていないと思っている。
また、ゲームボーイ版『熱闘KOF'96』には「Mr.カラテ」の姿で最後の乱入キャラクターとして出場しており、隠しキャラクターとして登場させた場合は彼のみ選択画面の枠が横長に2人分の大きさとなっている（チーム人数には影響しない）。
『KOF XIII』の家庭版では、「ネスツスタイル京」と「炎を取り戻した庵」とともにDLCキャラクターとして「Mr.KARATE」が登場。『KOF XIII』でのMr.KARATEはギャグテイストは無く、シリアスなキャラクターとして描かれている。また、対戦キャラクターに正体を指摘されてもむしろ威風堂々とした姿勢を貫いており、ほとんどの対戦キャラクターから恐れられている。本人いわく「鎮元斎とハイデルンは自分と同レベルの実力者」と公言している。

## カプコンとのクロスオーバー
『SNK VS. CAPCOM 激突カードファイターズ』シリーズではタクマ・サカザキ名義で個別キャラクターカードが存在する。
『CAPCOM VS. SNK MILLENNIUM FIGHT 2000』では、『KOF』シリーズの道着姿でサカザキ道場新日本支部ステージの背景に登場している。
『SNK VS. CAPCOM SVC CHAOS』（以下『SVC CHAOS』）では、Mr.カラテとして登場し、業務用でMr.カラテが通常の操作キャラクターとなるのはこれが初めて。本作ではオープニングデモや作中の立ち位置など、全般的に豪鬼と対比される形になっており、ボスキャラクターとして豪鬼が「真・豪鬼」となったのに対し、彼も「本気になったMr.カラテ」としてボスキャラクターとして登場。「本気になったMr.カラテ」は黒い道着を身にまとい、通常のMr.カラテよりキャラクター性能が上がっている。

## ゲーム上の特徴
初代『龍虎の拳』では「Mr.カラテ」として登場。ゲーム中ではリョウとほぼ同じグラフィックだが、能力はほぼ全てにおいてプレイヤーキャラクターであるリョウとロバートを上回っている。また、「龍虎乱舞」が使えない代わりに「覇王翔吼拳」が通常必殺技扱いのため、気力MAXでなくとも出すことができる（ただし「虎煌拳」と同様に気力ゲージ残量の影響を受ける）。なお、対人戦で使用するには、Mr.カラテのステージで乱入するか、彼を倒している状態のメモリーカードが必要。
「タクマ・サカザキ」名義で登場する際には「ビルトアッパー」（虎咆）を使用せず、代わりに移動投げの「翔乱脚」を使う。
『KOF』シリーズでは子細は違えど『KOF2001』（以下『2001』と表記）まで一貫して必殺技に変更がなかった。しかし、『KOF2002』で必殺技の減少や「虎煌拳」の仕様の大幅変更や｢飛燕疾風脚｣が飛ばないなどの初めての変化が起きた。
『SVC CHAOS』では『2001』までの仕様に戻っているが、「Mr.カラテ」としての登場であり「虎咆」も導入されている。

## 技一覧
詳細は極限流空手参照。また、ここではMr.カラテとして登場した際の技も含めて紹介する。

### 通常投げ
- 巴投げ - Mr.カラテの技
- 大外刈り
- 一本背負い

### 特殊技
- 鬼車
- 瓦割り
- 桂馬打ち
- 飛車落とし
- ボディブロー - Mr.カラテの技
- ローキック - Mr.カラテの技
- 避け攻撃 - Mr.カラテの技
- ダッキング攻撃 - Mr.カラテの技

### 必殺技
- 虎煌拳
- 飛燕疾風脚
- 暫烈拳
- 翔乱脚
- 鬼神激/鬼神撃
- ビルトアッパー（虎咆） - Mr.カラテの技
- 猛虎 無頼岩
- 三戦の型
- 覇王至高拳
- 超覇王至高拳
- 気力溜め - Mr.カラテの技

### 超必殺技
- 覇王翔吼拳 - Mr.カラテの技
- 覇王至高拳
- 超覇王至高拳
- 覇王獅咬拳
- 極限虎咆 - Mr.カラテの技
- 龍虎乱舞
- 真・鬼神撃
- 虎殺陣
- 超龍虎乱舞 - Mr.カラテの技（タクマも一部の『KOF』シリーズにMAX版「龍虎乱舞」を演出する）
- 毘瑠斗圧覇（ビルトアッパー）
- 鬼神山峨撃 - Mr.カラテの技

## 声の出演
- 貝出啓（『龍虎の拳』）[8]
- 津田英治（『龍虎の拳2』以降の各種ゲーム）
- 大塚芳忠（ドラマCD『電撃CD文庫 ザ・キング・オブ・ファイターズ'94』）
- 丸山壮史（アプリ『THE KING OF FIGHTERS ALLSTAR』）

## 関連人物
- リョウ・サカザキ - 長男、二代目Mr.カラテの正体
- ロバート・ガルシア - 弟子
- ユリ・サカザキ - 長女
- 藤堂竜白 - かつて負かした相手、ライバル視される
- 藤堂香澄 - かつて父を負かしたことからライバル視される（『龍虎の拳』シリーズでは面識無し）
- リー・パイロン - リー・ガクスウ（ライバル）の養子および弟子
- キング - 娘を助けた恩人、『KOF 2000』でのチームメイト
- Mr.ビッグ - 敵対者
- ギース・ハワード - 敵対者、『餓狼伝説』キャラクター
- 草薙柴舟 - 古くからの友人、『KOF'98』でのチームメイト
- ジェフ・ボガード - 古くからの知り合い、『餓狼伝説』サブキャラクター
- ハイデルン - 『KOF'98』、『KOF 2002UM』でのチームメイト
- 鎮元斎 - 『KOF 2002UM』でのチームメイト
- ガンイル - 『KOF』におけるキム・カッファンの師匠、古くからの友人